# Ferruminaria
Ferruminaria là một chi thực vật có hoa trong họ, Orchidaceae.